# Liu Bei
Liu Bei (161 – 21. lipnja 223) znan i kao Liu Xuande, bio je kineski vojskovođa, gospodar rata, a kasnije i osnivač te prvi car države Shu Han, jednog od Tri kraljevstva. Iako se relativno kasno upustio u borbu za vlast sa svojim suparnicima, te iako je u usporedbi s njima oskudijevao u materijalnim resursima i društvenom statusu, odnosno pretrpio niz poraza u krvavom građanskom ratu, Liu je na kraju uspio stvoriti vlastito kraljevstvo koje je na svom vrhuncu sadržavalo teritorije današnjih provincija Sichuan, Guizhou i Hunan, te dijelove Hubeija i Gansua.
U kineskoj popularnoj kulturi je Liu Bei, zahvaljujući Luo Guanzhongu i njegovom romanu Romansa Tri kraljevstva stekao reputaciju koja odgovara idealu benevolentnog, humanog vladara koji brine za svoje podanike i koji bira najbolje moguće savjetnike. Njegov fiktivni lik se smatra savršenim primjerom vladara konfucijanskih moralnih vrijednosti. Moderni povjesničari, međutim, drže da je Liu Bei u stvarnosti, usprkos formalnog promicanja konfucijanstva, bio sljedbenik totalitarne i makijavelističke filozofije kineskog legalizma.
Posljednja supruga mu je bila Carica Wu (Zhaolie).

## Vanjske poveznice
- Comprehensive biography of Liú Bèi from Kongming's Archive